# أميرة العايدي
أميرة العايدي (7 أبريل 1973 -)، ممثلة مصرية.

## عن حياتها
ولدت في القاهرة، درست الحقوق في كلية الحقوق في جامعة القاهرة وحصلت على ليسانس حقوق من الجامعة، بدأت العمل الفني مع بدايات تسعينات القرن العشرين وكان أول أعمالها فيلم الشجعان بعد أن شجع طارق النهري، وبعد زواجها توقفت عن العمل الفني وعادت خلال مسلسل لما التعلب فات عام 1999، وظهر نجاحها الحقيقي بدور البطولة في فيلم معلش إحنا بنتبهدل عام 2005.

### حياتها الخاصة
هي من أم فلسطينية وأب يعمل محامي، وقد تزوجت من الفنان وائل نور وانجبا ابننان لكنهما انفصلا، وبعد انفصالها تزوجت من رجل آخر ومازالت.

## أعمالها

### من المسلسلات
2016يونس ولد فضة (مسلسل)
| سنة الإنتاج | اسم المسلسل         | المخرج                 |
| ----------- | ------------------- | ---------------------- |
| 2021        | ضل راجل             | أحمد صالح              |
| 2018        | لعبة إبليس: الرحلة  | شريف إسماعيل أحمد جلال |
| 2017        | الحصان الأسود       | أحمد خالد موسى         |
| 2013        | العقرب              | نادر جلال              |
| 2013        | موجة حارة           | محمد ياسين             |
| 2013        | البيت               | عماد فؤاد              |
| 2012        | قضية معالي الوزيرة  | رباب حسين              |
| 2011        | نونة المأذونة       | منال الصيفي            |
| 2011        | عريس دليفري         | أشرف سالم              |
| 2010        | منتهى العشق         | محمد النجار            |
| 2010        | بره الدنيا          | مجدي أبو عميرة         |
| 2009        | الأشرار             | أحمد صقر               |
| 2009        | دموع في نهر الحب    | تيسير عبود             |
| 2009        | المهرة والخيال      | أحمد صقر               |
| 2009        | صبيان وبنات         | أشرف سالم              |
| 2008        | بعد الفراق          | شيرين عادل             |
| 2007        | سفير النوايا الحسنة | إبراهيم الشقنقيري      |
| 2007        | حاسبوا منه          | إبراهيم الشقنقيري      |
| 2006        | حدائق الشيطان       | إسماعيل عبد الحافظ     |
| 2005        | أحلام في البوابة    | هيثم حقي               |
| 2004        | بطة واخواتها        | حسن البشير             |
| 2004        | فريسكا              | مجدي أحمد علي          |
| 2004        | امرأة من نار        | رضا النجار             |
| 2004        | يا ورد مين يشتريك   | رباب حسين              |
| 2002        | شمس منتصف الليل     | رضا النجار             |
| 2001        | سوق العصر           | هاني إسماعيل           |
| 2001        | حديث الصباح والمساء | أحمد صقر               |
| 2001        | الفرار إلى الحب     | مجدي أبو عميرة         |
| 1999        | لما الثعلب فات      | محمد النجار            |

### من الأفلام
| سنة الإنتاج | اسم الفيلم        | إخراج                |
| ----------- | ----------------- | -------------------- |
| 2007        | مجانين نص كوم     | أحمد فهمي عبد الظاهر |
| 2007        | كشف حساب          | أمير رمسيس           |
| 2007        | صباحو كدب         | محمد النجار          |
| 2005        | غاوي حب           | أحمد البدري          |
| 2005        | معلش إحنا بنتبهدل | شريف مندور           |
| 2001        | جرانيتا           | عمر عبد العزيز       |
| 1992        | الشجعان           | طارق النهري          |

## وصلات خارجية
- أميرة العايدي على موقع IMDb (الإنجليزية)
- أميرة العايدي على موقع الدهليز
- أميرة العايدي على موقع قاعدة بيانات الأفلام العربية
- أميرة العايدي على موقع قاعدة بيانات الفيلم (الإنجليزية)